# Lonchaea neatosa
Lonchaea neatosa är en tvåvingeart som beskrevs av Mcalpine 1964. Lonchaea neatosa ingår i släktet Lonchaea och familjen stjärtflugor. Inga underarter finns listade i Catalogue of Life.